# Jakubův dům
Jakubův dům byl měšťanský dům na Starém Městě v Bratislavě na Hlavním náměstí, který patřil rychtáři Jakubovi II. Později spojením domu s Pawerovým domem, Ungerovým domem a Aponiho palácem vznikla radnice.
Dům s věží tvořil jádro staré radnice.